# Międzylesie
Międzylesie (deutsch: Mittelwalde) ist eine Stadt im Powiat Kłodzki der Woiwodschaft Niederschlesien in Polen. Sie ist Sitz der Stadt und Landgemeinde Międzylesie mit 7119 Einwohnern (Stand 31. Dezember 2020). Historisch gehörte Mittelwalde zur vormaligen Grafschaft Glatz.

## Geographie

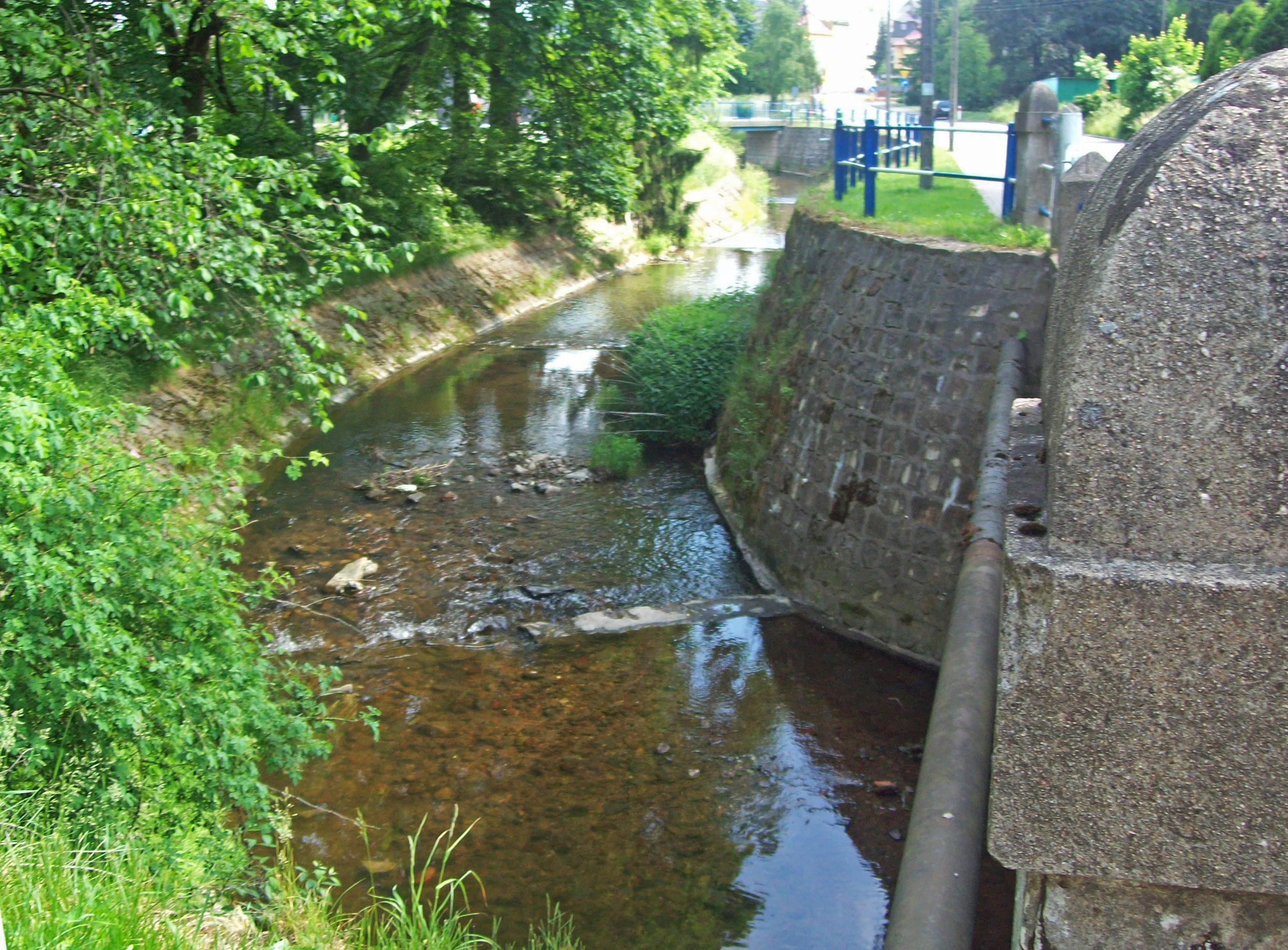
Glatzer Neiße

Die Stadt liegt im Süden des Glatzer Kessels in Tal der Glatzer Neiße zwischen dem Habelschwerdter Gebirge und dem Glatzer Schneegebirge auf 429 m ü. NHN, etwa 32 Kilometer südlich von Kłodzko (Glatz). Westlich liegt der 713 m hohe Bochniak (Salzkuppe). Unweit in Ost, Süd und West verläuft die Grenze zu Tschechien. Der Grenzübergang Boboszów (Boboschau)/Dolní Lipka (Niederlipka) ist sieben Kilometer entfernt.
Nachbarorte sind Nagodzice (Herzogswalde) und Roztoki (Schönfeld)  im Norden, Michałowice (Michaelsthal) und Goworów (Lauterbach) im Nordosten, Szklarnia (Gläsendorf) und Dolnik (Schönthal) im Osten, Smreczyna (Schönau b. Mittelwalde) und Kamieńczyk (Steinbach) im Süden.

## Geschichte

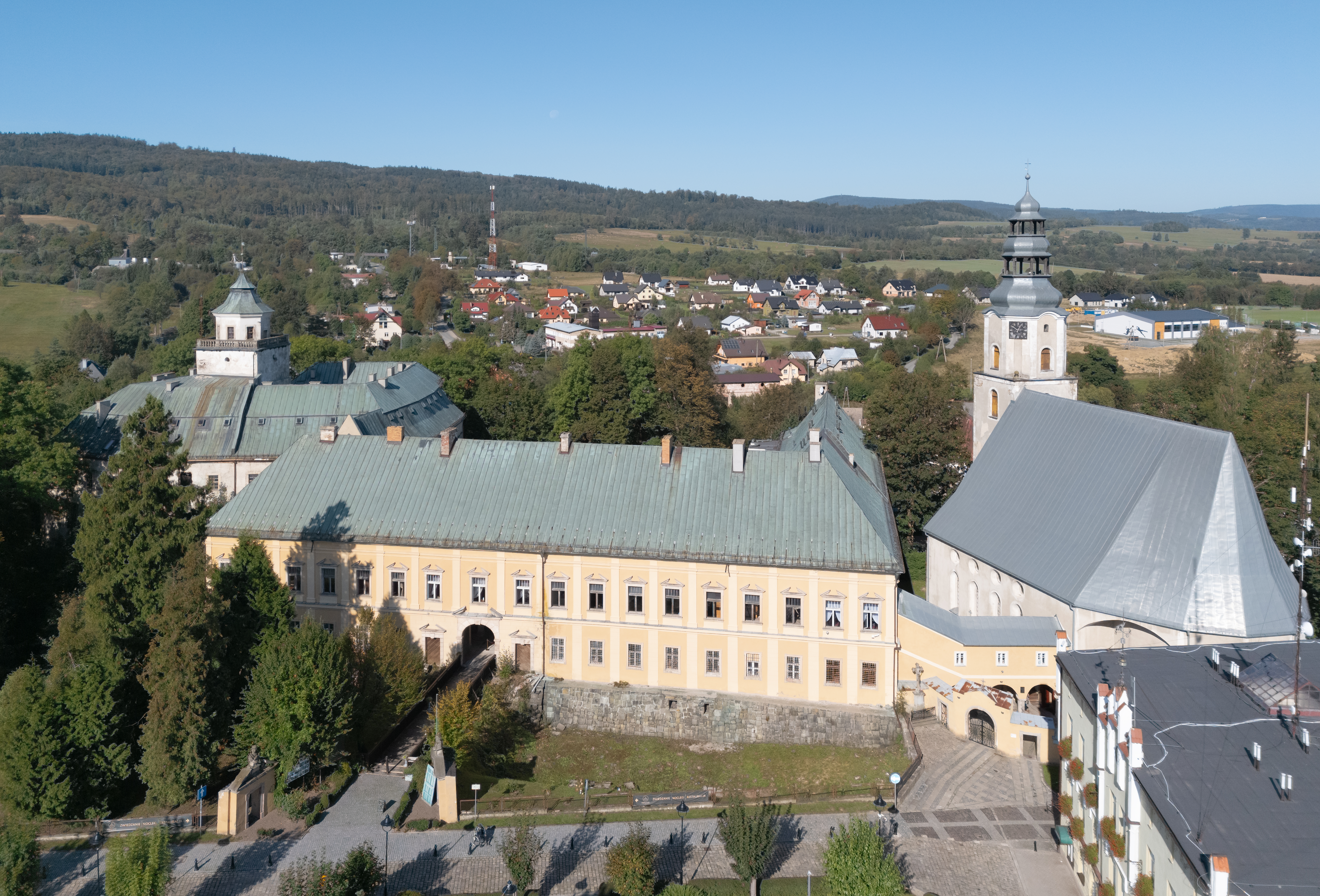
Schloss und Kirche (Aufnahme 2024)

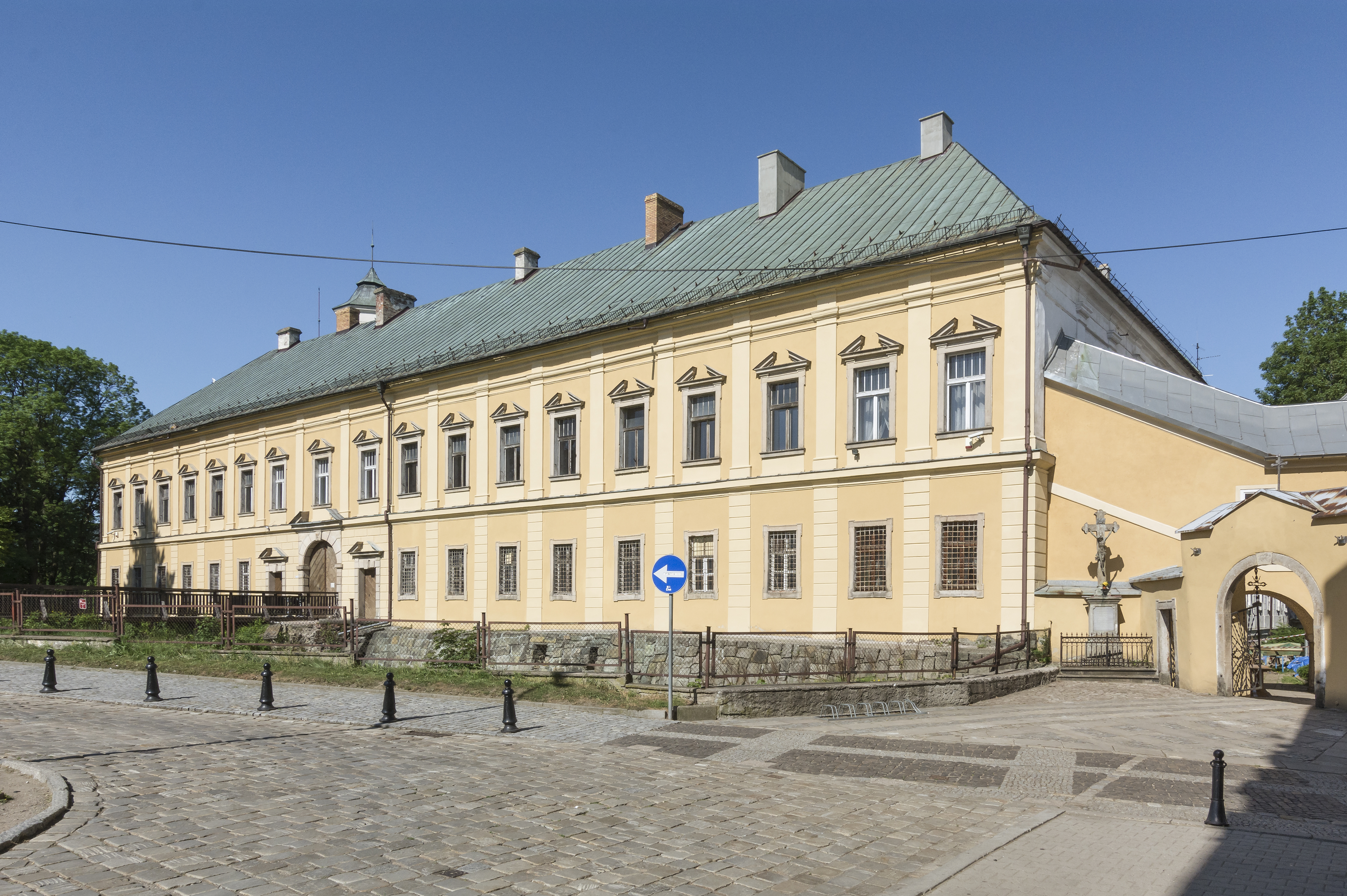
Renoviertes Schloss (Aufnahme 2018)

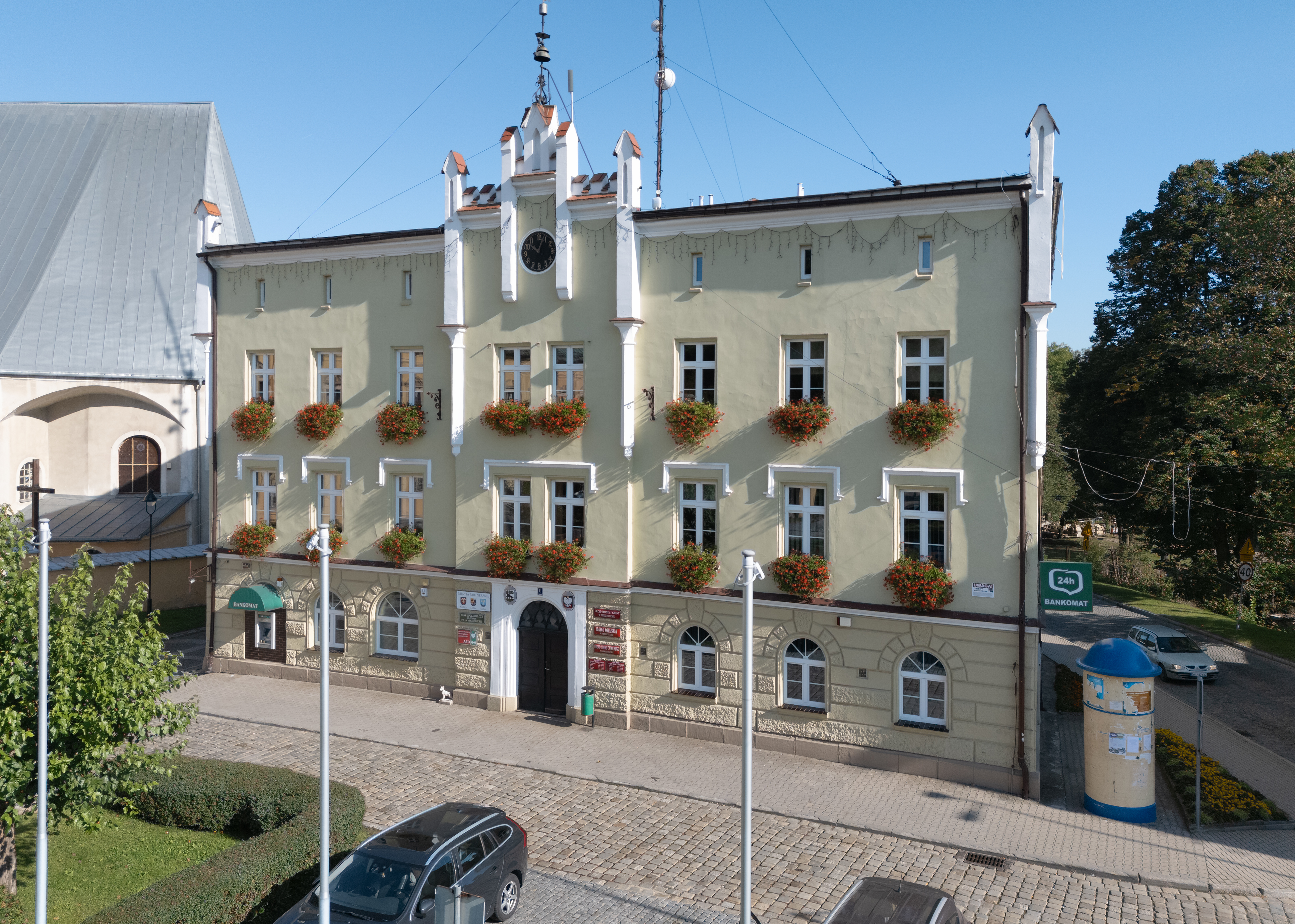
Rathaus

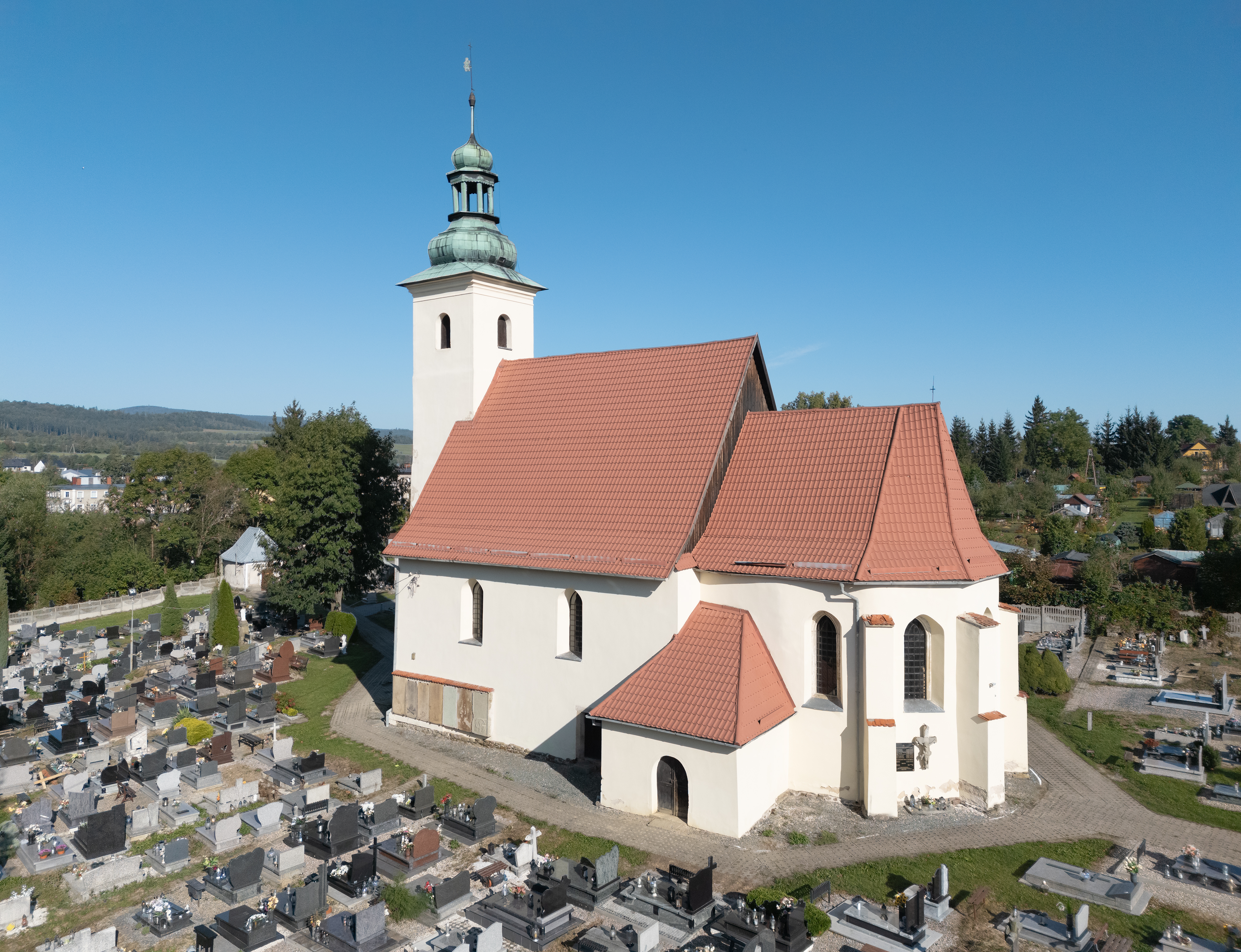
St.-Barbara-Kirche

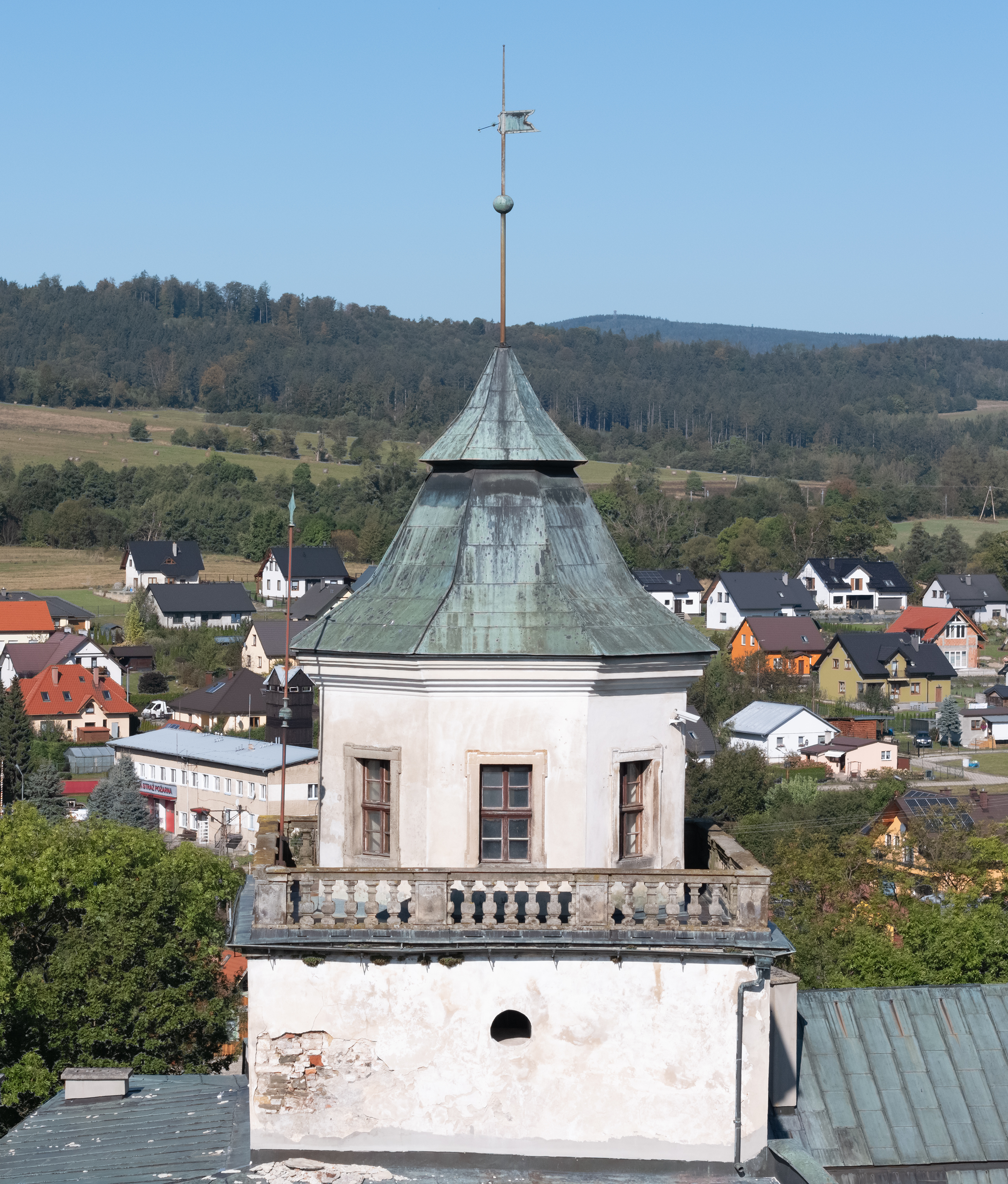
Historischer Grenz-Aussichtsturm Schwarzer Turm (1428)

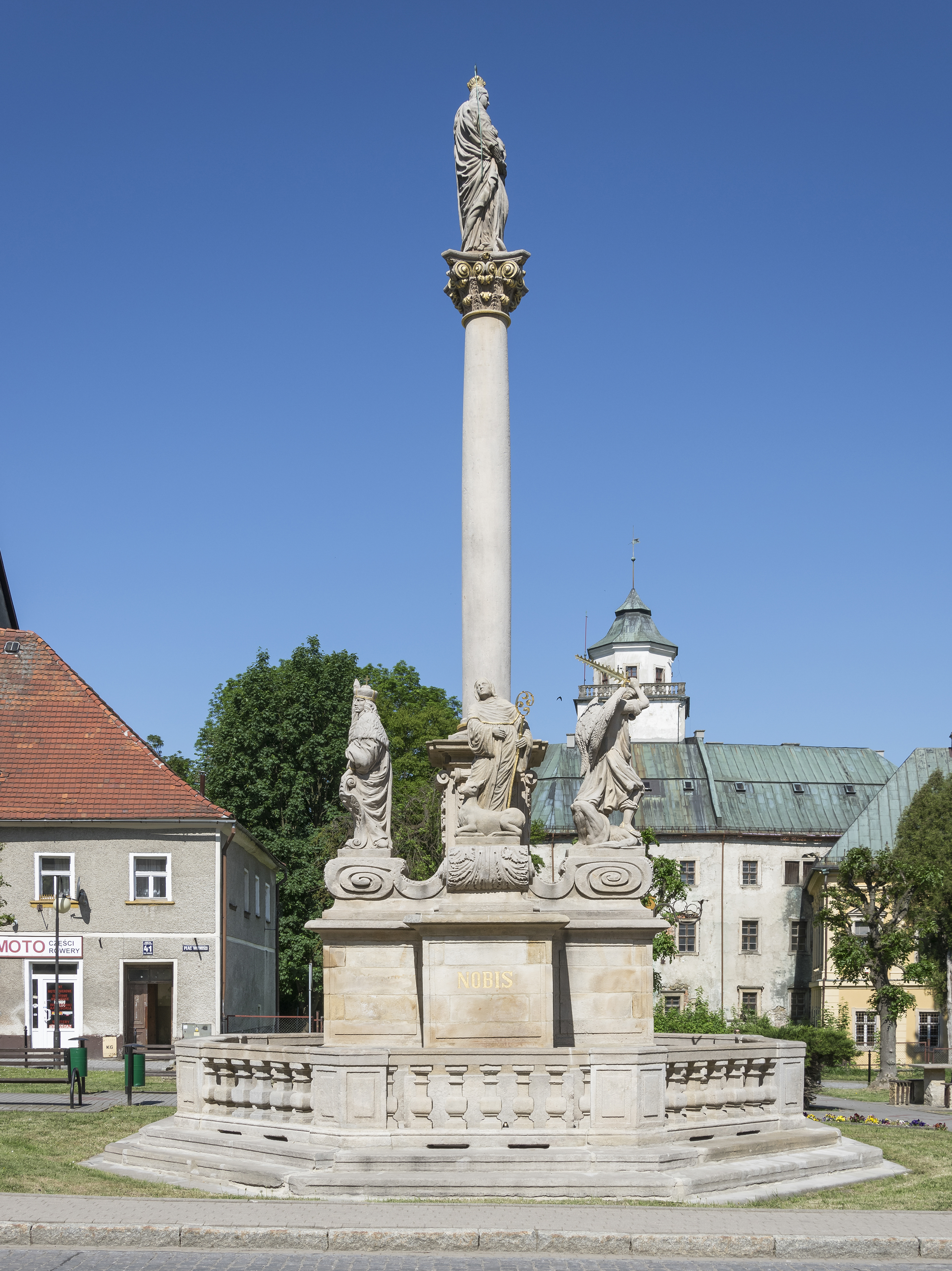
Mariensäule (1698)

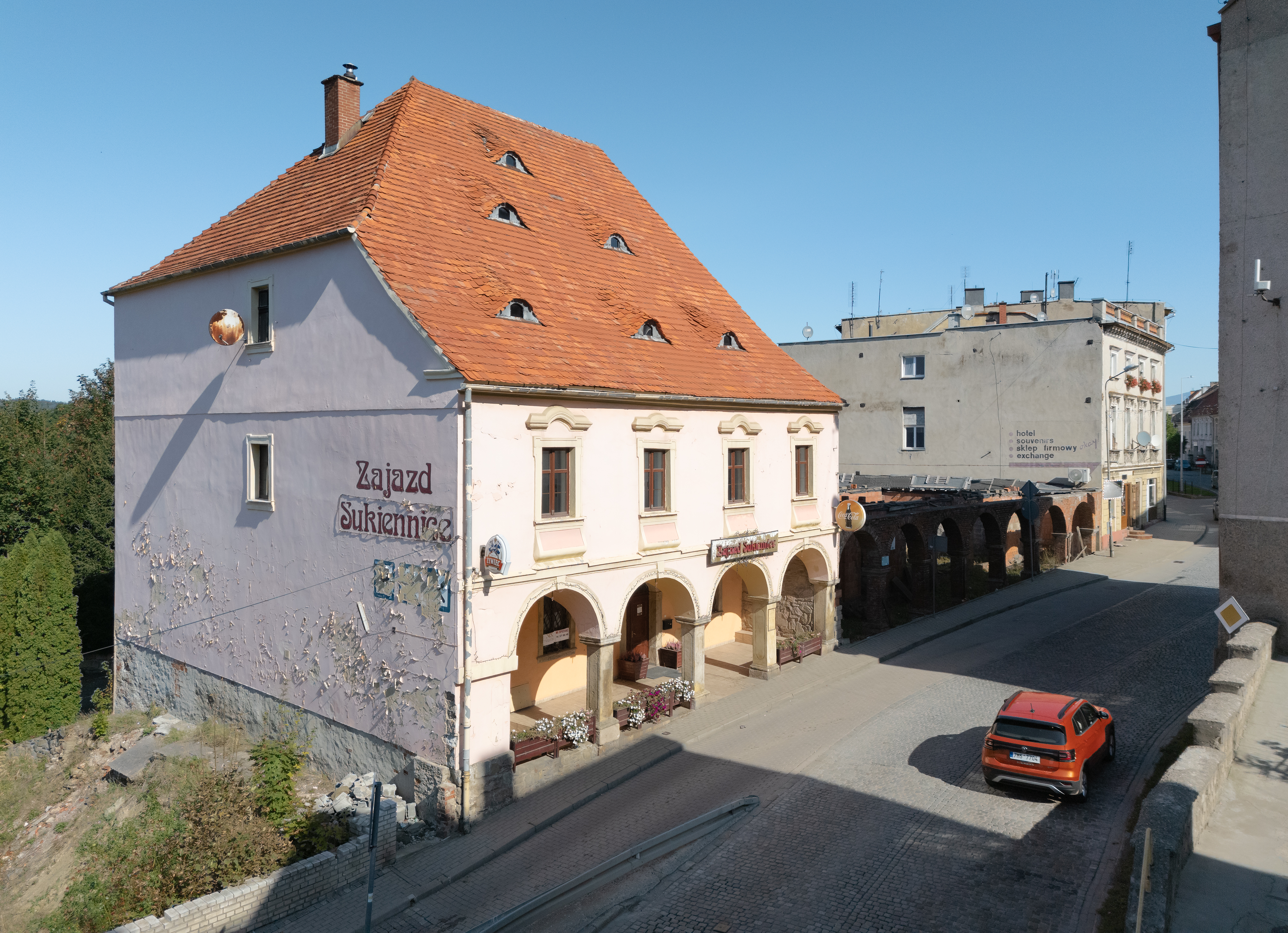
Tuchhalle mit Arkade

Mittelwalde gehörte als landesherrliches Kammergut zusammen mit dem Glatzer Land, mit dem es die Geschichte seiner politischen und kirchlichen Zugehörigkeit teilte, dem König von Böhmen. Unter Herzog Břetislav I. soll an dieser Stelle eine befestigte Burg errichtet worden sein, die den bedeutenden Handelsweg von Breslau über Glatz nach Brünn und Wien sichern sollte. Als Stadt ist Mittelwalde erstmals 1294 belegt, als sie der böhmische König Wenzel II. zusammen mit der Herrschaft Mittelwalde der Zisterzienserabtei Kamenz mit der Auflage schenkte, die Stadt „auf ewige Zeiten“ nicht von der Krone Böhmen zu trennen, wobei sie weiterhin böhmisches Lehen blieb. Schon 1315 gelangte sie jedoch – zusammen mit den Herrschaften Karpenstein und Schnallenstein – an Otto von Glaubitz, der sie 1381 seinem Sohn Otto vererbte, der den Beinamen “Schramme” führte. Ihm folgte 1420 Wolfhard von Glaubitz. In den Hussitenkriegen wurde die Stadt 1428 von den Taboriten zerstört und gelangte wohl deshalb wieder an die landesherrliche Kammer, so dass sie durch Burggrafen verwaltet wurde.
Nach dem Tod des böhmischen Königs Georg von Podiebrad erbte nach der Erbteilung von 1472 dessen Sohn Herzog Heinrich d. Ä. von Münsterberg die Grafschaft Glatz. Im selben Jahr übergab er das Städtchen Mittelwalde mit den Dörfern Herzogswalde, Schönwald, Jaworek, Nowuwes, Heynau, Lauterbach, Sklenarzwicze, Schönthal und Bobischau als Lehen dem Balthasar Zischwitz auf Wölfelsdorf. Bereits am 21. Mai 1469 hatte er Mittelwalde dem Georg von Bischofstein (Jiřík z Bišofsteinu), genannt „Latovský“ verkauft. Dem Verkauf musste Heinrichs Ehefrau Ursula von Brandenburg († 1508) zustimmen, da Mittelwalde zu ihrer Mitgift gehörte, die ihr von ihrem Schwiegervater Georg von Podiebrad gewährt worden war. 1493 erwarb Mittelwalde mit dem zugehörigen Gut Johann Bartosowsky von Laboun (Jan Bartošovský z Labouně), von dem es mit Genehmigung Heinrichs d. Ä. 1495 Johann von Žampach und Pottenstein erwarb. Wenzel von Žampach und Pottenstein verpfändete das Gut Mittelwalde mit den zugehörigen Dörfern 1538 dem Johann von Tschirnhaus auf Bolkenhain, dem er es 1549 käuflich überließ. 1551 gehörte es dem David von Tschirnhaus, von dem es 1564 dessen Söhne David und Michael erbten. Da David im Jahre 1600 ohne Nachkommen starb, fiel dessen Anteil an seinen Bruder Michael, dem seit 1597 auch das Gut Wölfelsdorf gehörte.
Nach dem Tod des Michael von Tschirnhaus 1607 wurden seine Söhne Friedrich, Hans und David Heinrich in den Freiherrenstand erhoben und die bisherigen Lehen Mittelwalde und Wölfelsdorf 1608 ins Erbe gesetzt. Der böhmische Landesherr Rudolf II. gewährte der Stadt zwei Jahrmärkte und einen Wochenmarkt und verlieh den Grundherren das Recht auf Führung eines Wappens. Nach der Erbteilung bekam David Heinrich das Gut Mittelwalde mit Bobischau, Schreibendorf, Schönthal, Schönau, Grenzendorf und Herzogswalde. Er erlangte später auch das Gut Wölfelsdorf und brachte 1618 unrechtmäßiger Weise das Gut Schönfeld an sich. Als Beteiligter am Böhmischen Ständeaufstand von 1618 war er ein Anhänger des Winterkönigs Friedrich von der Pfalz, der ihn am 12. Mai 1620 zum Landeshauptmann der Grafschaft Glatz ernannte. Nach der Eroberung des Glatzer Landes durch die Kaiserliche Armee Ferdinands II. wurde er des Amtes enthoben und musste das Gut Schönfeld an Johann Arbogast von Annenberg zurückgeben. Seine anderen Besitzungen wurden vom Kaiser konfisziert.
Im Dreißigjährigen Krieg musste die Bevölkerung von Mittelwalde 1622 schwere Plünderungen erleiden. Am 6. Juli 1643 brannten Schwedische Reiter die Stadt nieder. Dabei wurden auch die beiden Kirchen und das Pfarrhaus sowie die Schule zerstört. 1633 starben 379 Personen an der Pest.
Von 1624 bis 1626 gehörte Mittelwalde dem Glatzer Landeshauptmann Rudolf Philipp von Liechtenstein-Kastelkorn und fiel danach wieder als Kammergut an den König von Böhmen. Als solches wurde es bis 1632 durch Martin Mühlanger von Mühlau und 1633–1638 durch Georg von Kronenberg auf Oberschwedeldorf verwaltet, die das Amt eines Hauptmanns bekleideten. 1637 gelang es David Heinrich von Tschirnhaus, seine Güter in der Grafschaft Glatz wieder einzulösen. Nach seinem Tode 1652 verkauften seine Witwe Maria Hedwig von Dohna auf Lieberose und deren Miterben 1653 die Herrschaften Mittelwalde und Wölfelsdorf dem Reichsgrafen Michael Ferdinand von Althann († 1658), dem bereits die nahe liegenden Herrschaften Grulich und Wichstadtl in Böhmen gehörten. Dieser führte geregelte Rechts- und Eigentumsverhältnisse ein und wandelte seine Besitzungen zu einem Majorat um. Sein Sohn und Erbe Michael Franz von Althann († 1676) errichtete die Pfarrkirche und die St.-Barbara-Kapelle wieder neu und förderte das religiöse Leben. Da dieser ohne Nachkommen starb, erbte die Besitzungen sein Onkel Michael Wenzel von Althann. Er erweiterte seinen Besitz 1684 durch den Kauf zahlreicher Kammerdörfer im Distrikt Habelschwerdt, aus denen er die Herrschaft Schnallenstein bildete, und mehrerer Dörfer im Distrikt Landeck, die er zur Herrschaft Seitenberg verband. In Mittelwalde erbaute er um 1684 einen zweiflügligen Barockbau, der sich an das um 1580 umgebaute Renaissanceschloss anschloss. Sein gleichnamiger Sohn ließ 1698 die Marienstatue auf dem Ring errichten.
Zusammen mit der Grafschaft Glatz fiel Mittelwalde nach dem Ersten Schlesischen Krieg 1742 und endgültig nach dem Hubertusburger Frieden 1763 an Preußen. Mit der aufblühenden Leinwandindustrie und dem Flachsanbau erlebte Mittelwalde ab 1750 einen wirtschaftlichen Aufschwung. In den Koalitionskriegen wurden der Herrschaft wiederum drastische Kriegslasten auferlegt. Gleichzeitig kam der Überseehandel mit Leinwand durch die Kontinentalsperre zum Erliegen. Die weltweit renommierte Mittelwalder Leinwandfirma Ludwig musste Konkurs anmelden, wodurch die wirtschaftliche Entwicklung stagnierte. Den Anschluss an die früheren Welthandelspartner konnte Mittelwalde nicht wieder zurückgewinnen. Erst mit der Inbetriebnahme der Eisenbahnstrecke Breslau–Mittelwalde 1875, die einen Anschluss nach Prag und Wien ermöglichte, sowie der Ansiedlung von Industriebetrieben konnten neue Absatzmärkte erschlossen werden. Am Anfang des 20. Jahrhunderts hatte Mittelwalde eine evangelische und zwei katholische Kirchen, ein preußisches und ein österreichisches Hauptzollamt und war Sitz eines Amtsgerichts.
Mit der Einführung der preußischen Städteordnung von 1809 wurde Mittelwalde selbständige Gemeinde, nachdem schon 1807 die Gutsuntertänigkeit abgeschafft worden war. Nach der Neugliederung Preußens gehörte es seit 1815 zur Provinz Schlesien und war 1818–1945 dem Landkreis Habelschwerdt eingegliedert, mit dem es bis 1945 verbunden blieb. Der Grundbesitz blieb bis zur Enteignung 1945 im Besitz der Familie von Althann.
Als Folge des Zweiten Weltkriegs fiel Mittelwalde 1945 mit dem größten Teil Schlesiens an Polen. Nachfolgend wurde es in Międzylesie umbenannt. Die ortsansässige deutsche Bevölkerung wurde – soweit sie nicht vorher geflohen war – vertrieben. Die neu angesiedelten Bewohner waren teilweise Zwangsumgesiedelte aus Ostpolen, das an die Sowjetunion gefallen war. Seit 1945 gehörte Międzylesie zum Powiat Bystrzycki (Habelschwerdt), der 1975 aufgelöst wurde. 1975 kam es an die neu gebildete Woiwodschaft Wałbrzych (Waldenburg), die bis 1998 bestand.

### Patenschaft für die Vertriebenen
Ein Großteil der vertriebenen Stadtbewohner kam nach Lohne (Oldenburg), das 1952 auf Betreiben des aus Mittelwalde stammenden Ratsherrn Joseph Andreas Pausewang die Patenschaft für die Vertriebenen aus Mittelwalde übernahm. In der Lohner Siedlung Mühlenkamp wurden zur Erinnerung an das Schicksal der deutschen Mittelwalder der „Mittelwalder Stein“ und die Bronzeskulptur „Mantelmadonna“ von Judith von Eßen aufgestellt. Die Patenschaft Lohnes für Mittelwalde wurde 2010 zu einer Städtepartnerschaft zwischen Lohne und Międzylesie weiterentwickelt.

## Gemeinde
Zur Stadt-und-Land-Gemeinde Międzylesie mit einer Fläche von 174 km² gehören die Stadt selbst und neun Dörfer mit Schulzenämtern.

## Partnerschaften

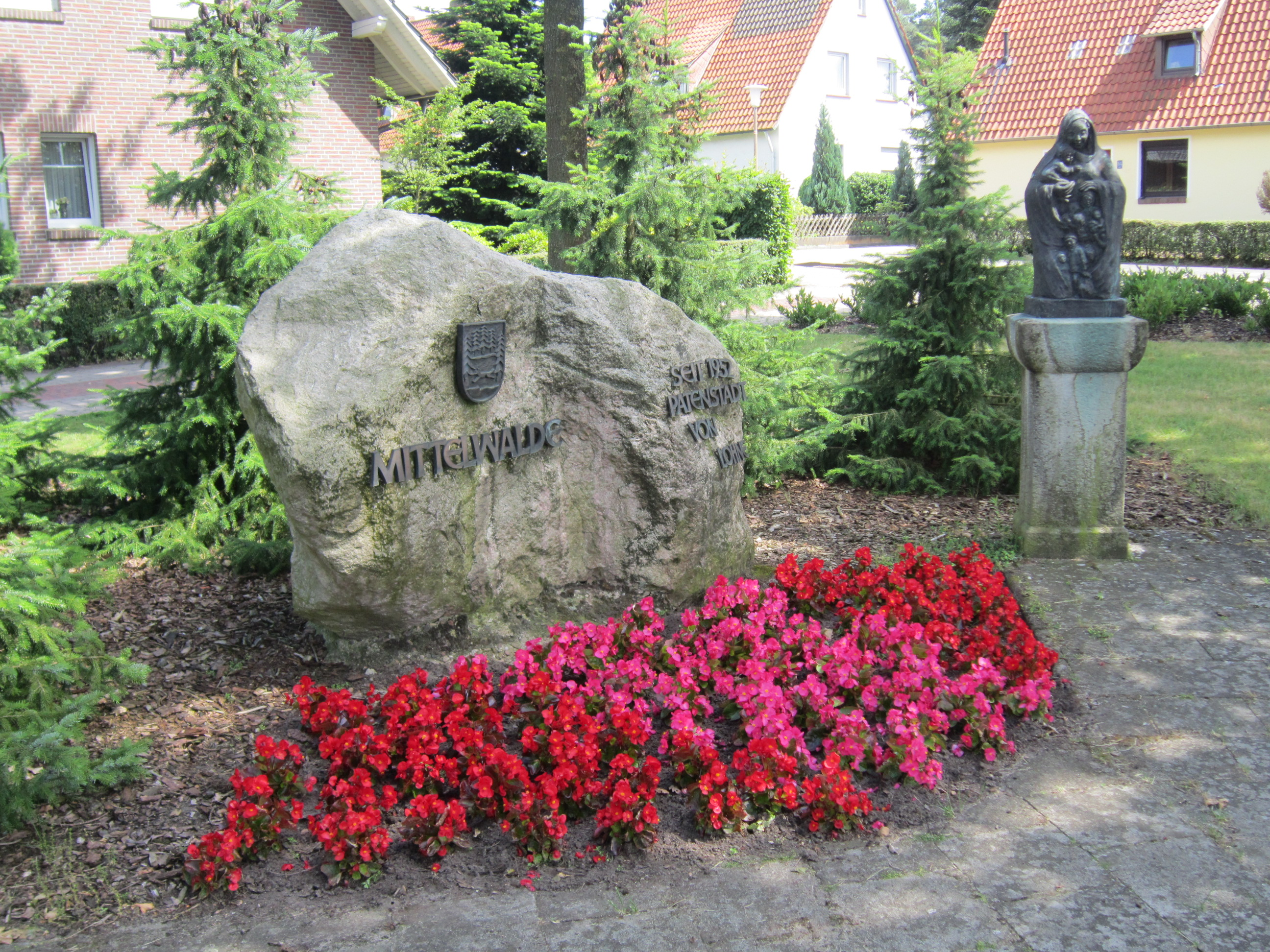
Mittelwalder Stein in Lohne

- Králíky, Tschechien
- Lohne (Oldenburg), Deutschland

## Sehenswürdigkeiten

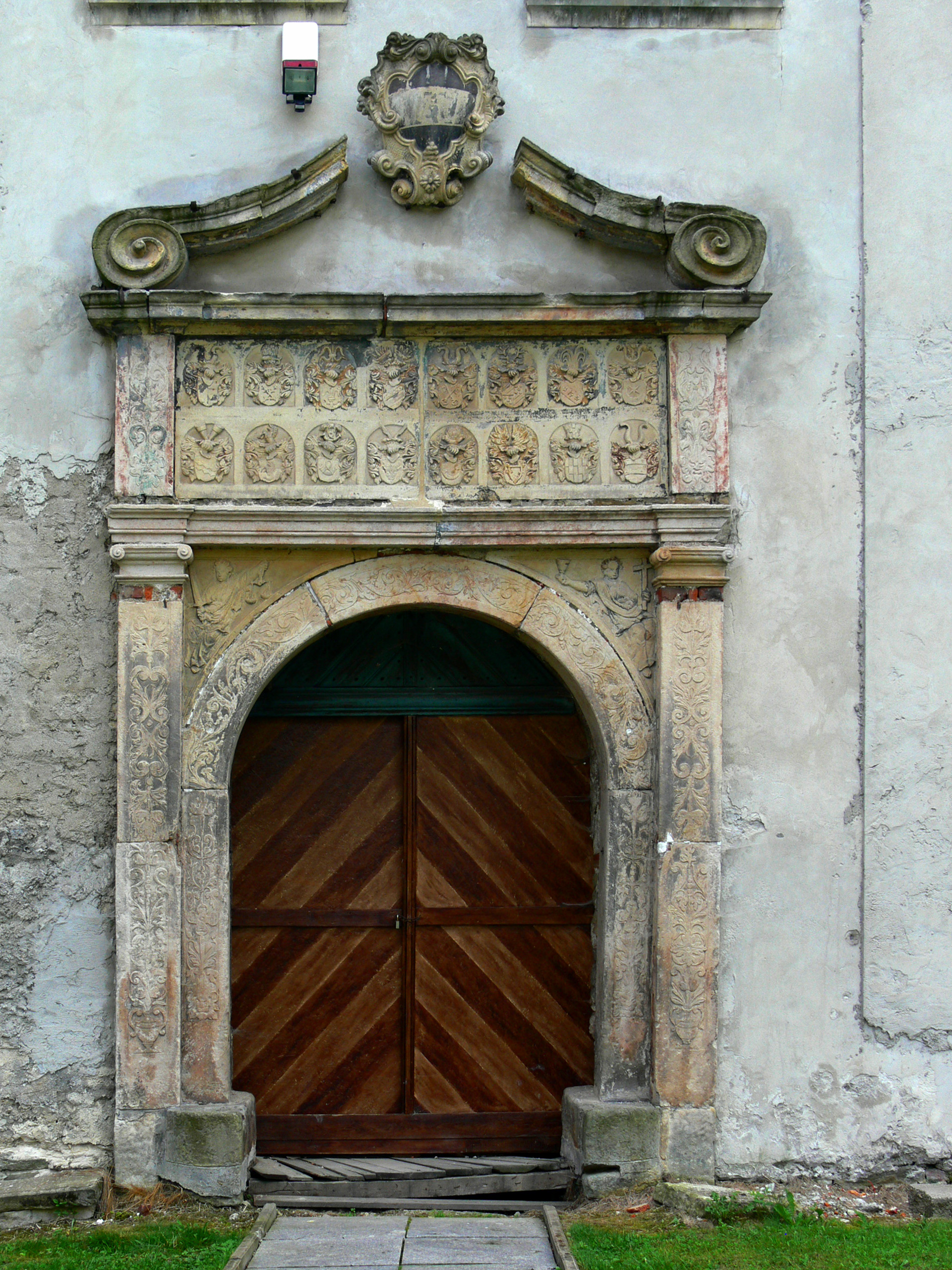
Althann-Schloss Mittelwalde: Renaissance-Portal mit Althann-Wappen und sechzehn weiteren Wappen

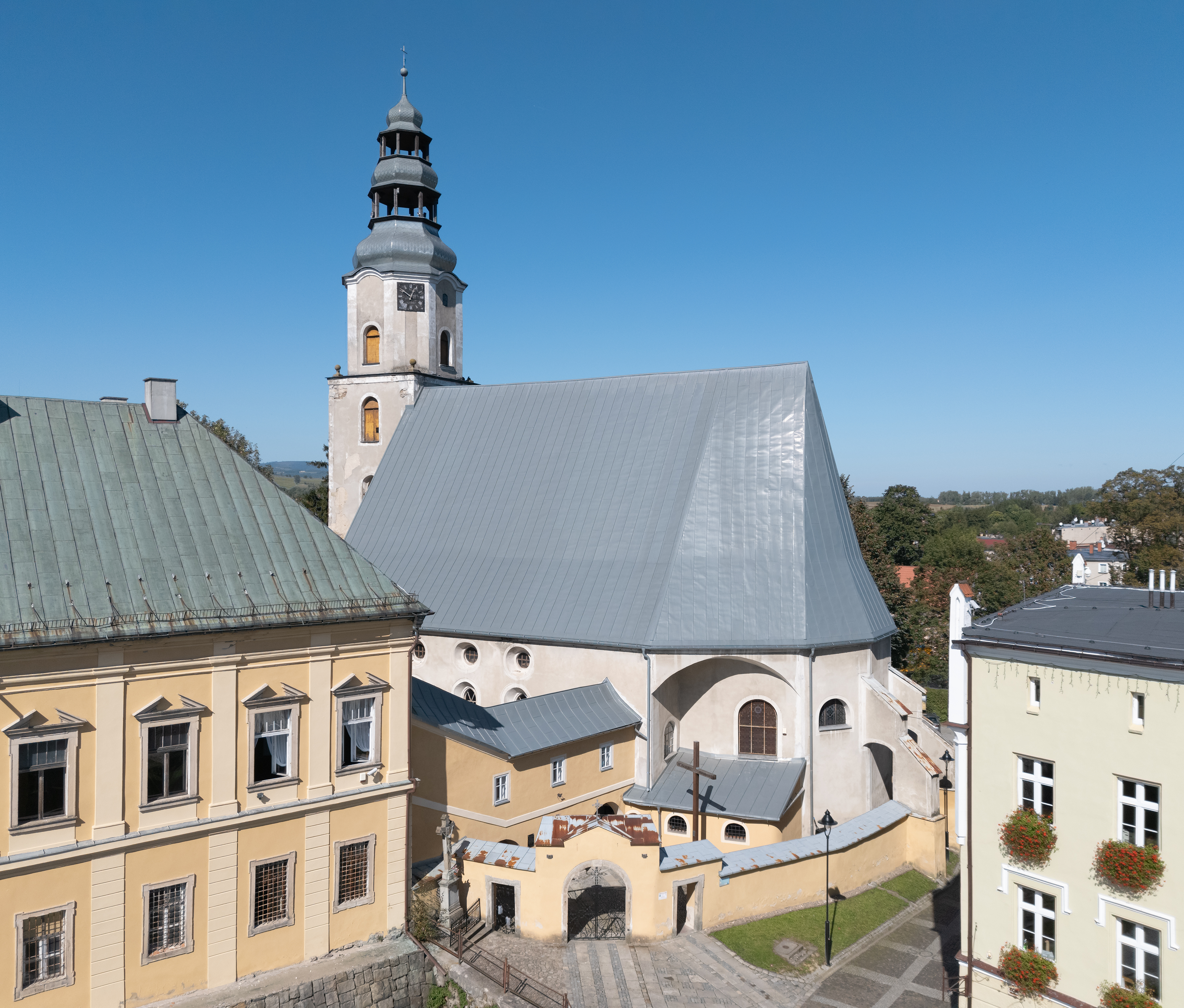
Pfarrkirche Corpus Christi

- Das Schloss Mittelwalde wurde anstelle der während der Hussitenkriege zerstörten Burg 1580–1590 durch Michael von Tschirnhaus im Renaissancestil erbaut und mit Sgraffiti verziert. Die Grafen Althann ließen es 1684–1686 nach Plänen des Glatzer Festungsbaumeisters Jakob Carove um einen zweiflügligen Barockbau erweitern. Im Inneren befindet sich ein meisterhaft gestaltetes Treppenhaus. Das Renaissance-Portal im Hof ist mit sechzehn Wappen geschmückt. In der oberen Reihe sind acht Wappen der Eltern und der Großeltern und die der Urgroßeltern des Schlosserbauers Michael von Tschirnhaus, in der unteren Reihe acht Wappen der Vorfahren seiner Ehefrau Anna von Reinsberg dargestellt. Das von Steinmetzen sorgfältig  gearbeitete Portal ist mit dem Wahrzeichen der Gerechtigkeit (Schwert und Waage) und des Glaubens (Kreuz und Kelch) geschmückt. 1778 wurde das Schloss durch einen zweigeschossigen Gang mit der Pfarrkirche verbunden. Ende des 17. Jahrhunderts wurde im Westen des Schlosses ein terrassenförmiger Ziergarten angelegt, den allegorische Skulpturen und Vasen aus dem Anfang des 18. Jahrhunderts zierten.
- Die Pfarrkirche Corpus Christi (Kościół Bożego Ciała) wurde erstmals 1384 erwähnt. 1676 und 1712–1713 wurde sie umgebaut. Aus dem 18. Jahrhundert stammen auch die architektonischen Seitenaltäre St. Joseph und hl. Maria sowie die Skulpturen der hll. Johannes Nepomuk, Eligius, Johannes Evangelist und Johannes der Täufer sowie das Orgelprospekt. Die Reliefs der Schiffskanzel zeigen biblische Szenen: Christophorus trägt das Jesuskind, Augustinus spricht mit dem Knaben, der das Meer ausschöpfen will, Franz von Assisi predigt den Fischen und Jonas und der Fisch, der ins Meer geworfen wird. Der Kirchturm wurde 1699 nach Entwurf des Jakob (Jacopo) Carove errichtet.
- Die Filialkirche St. Barbara (Kościół Św. Barbary) ist eine ehemalige Begräbniskirche, die 1617 im Spätrenaissance-Stil errichtet und nach der Zerstörung von 1643 in den Jahren 1670–1671 wieder aufgebaut wurde. Den Hauptaltar schuf 1831 J. Schramm, die Figuren der hl. Barbara und hl. Katharina schuf 1741 A. Nitsch. Der seitliche Marienaltar mit den Figuren hl. Franz Xaver und hl. Ignatius stammt aus der zweiten Hälfte des 18. Jahrhunderts. In der Kirche befindet sich auch das Grabmal des Leinwandherstellers Ludwig mit Alabasterporträts auf schwarzem Obelisk. An der Außenseite der Kirche befinden sich Epitaphien aus der Renaissancezeit.
- Die Mariensäule auf dem Ring wurde 1698 von Michael Wenzel von Althann gestiftet. Auf dem korinthischen Kapitell befindet sich die Madonna mit dem Kind, den Sockel zieren die Figuren der hll. Wenzel, Benedikt, Hubertus und Michael.
- Die Dreifaltigkeitssäule an der Straße nach Boboszów stammt aus dem Jahr 1719.
- Die um 1740 aus einer Stiftung des Leinwandfabrikanten Ludwig errichteten Tuchhallen mit Satteldach und gewölbten Lauben auf Pfeilerarkaden (an der südlichen Ausfallstraße) wurden nach dem Zweiten Weltkrieg dem Verfall preisgegeben. Erhalten sind noch vier von ursprünglich 14 Achsen.

## Persönlichkeiten
- Franz Dittert (1857–1937), Pfarrer von Mittelwalde sowie Großdechant und Vikar der Grafschaft Glatz
- Bruno Geisler (1857–1945), deutscher Naturaliensammler, Ornithologe, Präparator, Taxidermist, Vogelmaler und Illustrator
- Hubert Geisler (1864–1936), deutscher Naturaliensammler, Naturalienhändler und Ornithologe
- Emil Sandt (1864–1938), Zollbeamter und Schriftsteller
- Franz Xaver Monse (1882–1962), Pfarrer von Glatz sowie Großdechant und Vikar der Grafschaft Glatz
- Edwin Dutton (1890–1972), deutsch-britischer Fußballspieler
- Hans Ramshorn (1892–1934), Offizier und Politiker (NSDAP)
- Paul Heimann (1901–1967), Erziehungswissenschaftler
- Jerzy Klempel (1953–2004), Handballspieler.

## Einwohnerentwicklung
| Jahr | Einwohner | Anmerkungen |
| ---- | --------- | --- |
| 1788 | 1356      | [ 4 ] |
| 1803 | 1220      | [ 5 ] |
| 1810 | 1456      | [ 5 ] |
| 1816 | 1322      | ohne Vorwerke Mittelwalde und Dreihöfe mit 80 Einwohnern; nach anderen Angaben 1340 Einwohner, davon zwölf Evangelische und 1328 Katholiken (keine Juden)                                   |
| 1821 | 1232      | [ 5 ] |
| 1825 | 1519      | darunter 46 Evangelische |
| 1840 | 1763      | davon 51 Evangelische und 1712 Katholiken |
| 1852 | 1819      | [ 9 ] |
| 1867 | 2134      | am 3. Dezember, ohne das Schloss mit 121 Einwohnern |
| 1871 | 2152      | nach anderen Angaben 2151 Einwohner (am 1. Dezember), davon 87 Evangelische, 2060 Katholiken, vier Juden, ohne das Schloss mit 103 Einwohnern (102 Katholiken und eine evangelische Person) |
| 1890 | 2808      | darunter 270 Evangelische und acht Juden |
| 1905 | 2931      | meist katholische Einwohner |
| 1910 | 2805      | ohne den Gutsbezirk mit 119 Einwohnern |
| 1933 | 2627      | [ 13 ] |
| 1939 | 2589      | [ 13 ] |